# Wierzyca

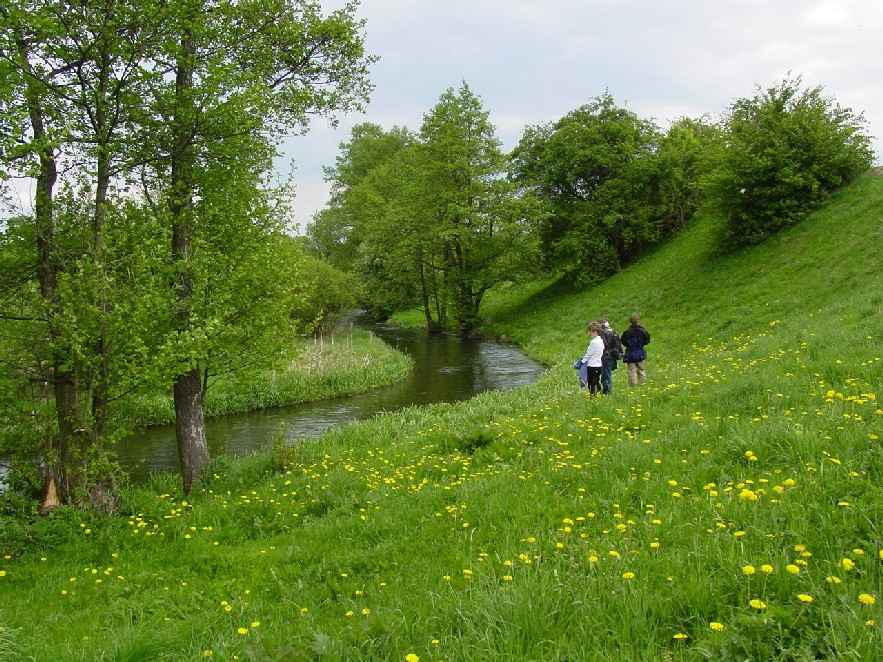
Rzeka Wierzyca w okolicach Zamku Kiszewskiego

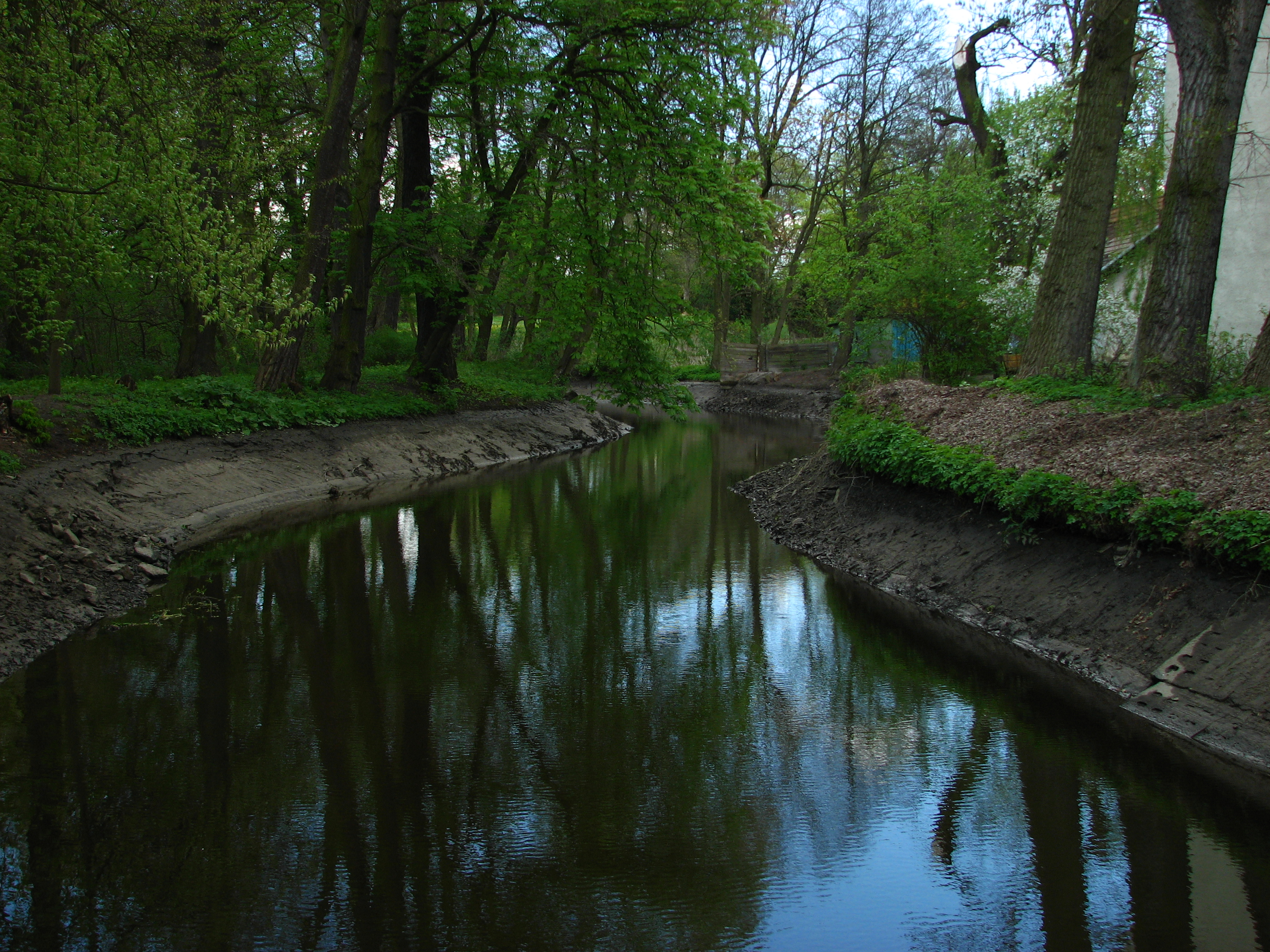
Wierzyca w Pelplinie

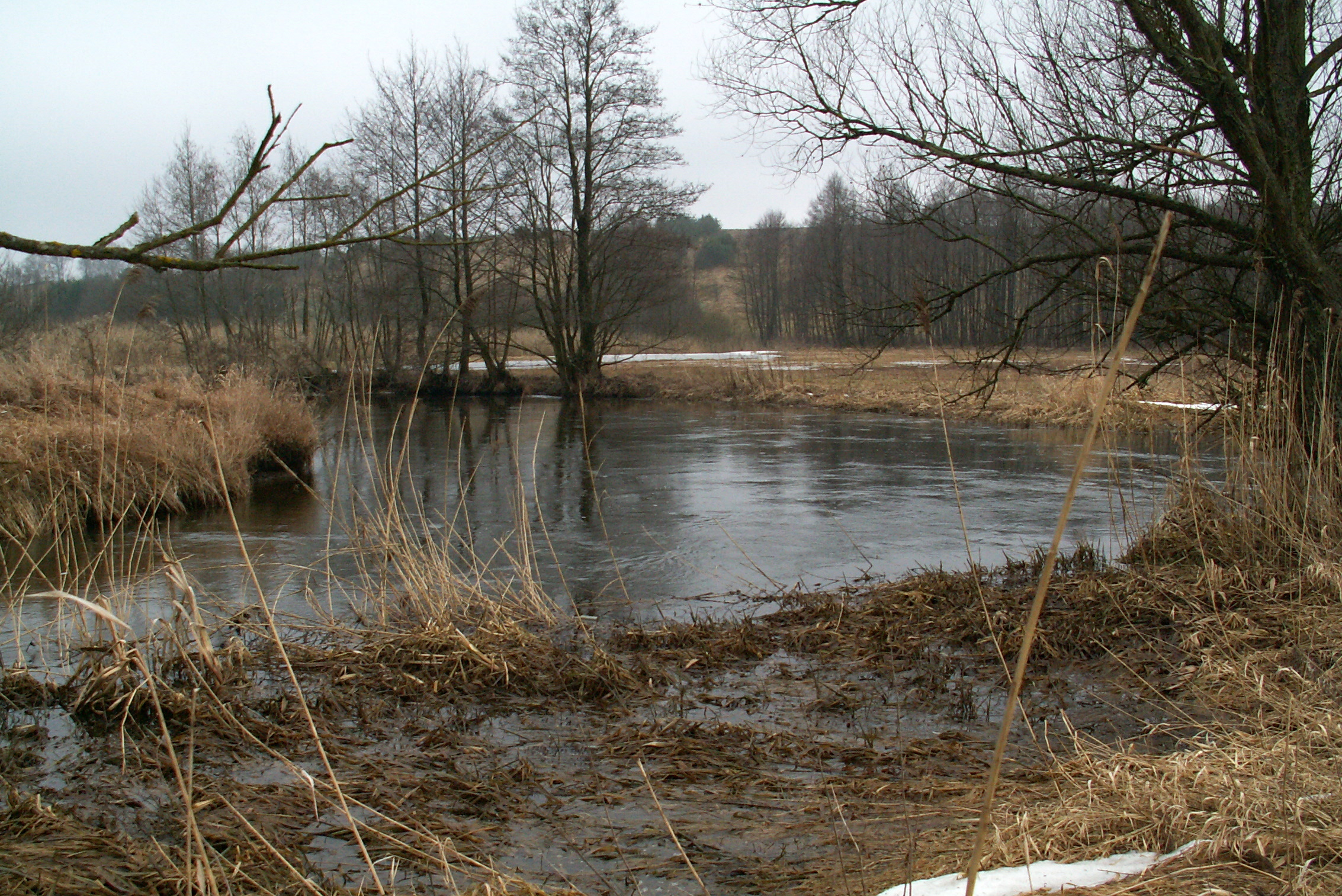
Wietcisa z lewej strony wpada do nadplywającej z prawej strony Wierzycy, na wprost odpływająca Wierzyca. Okolice Czarnocina

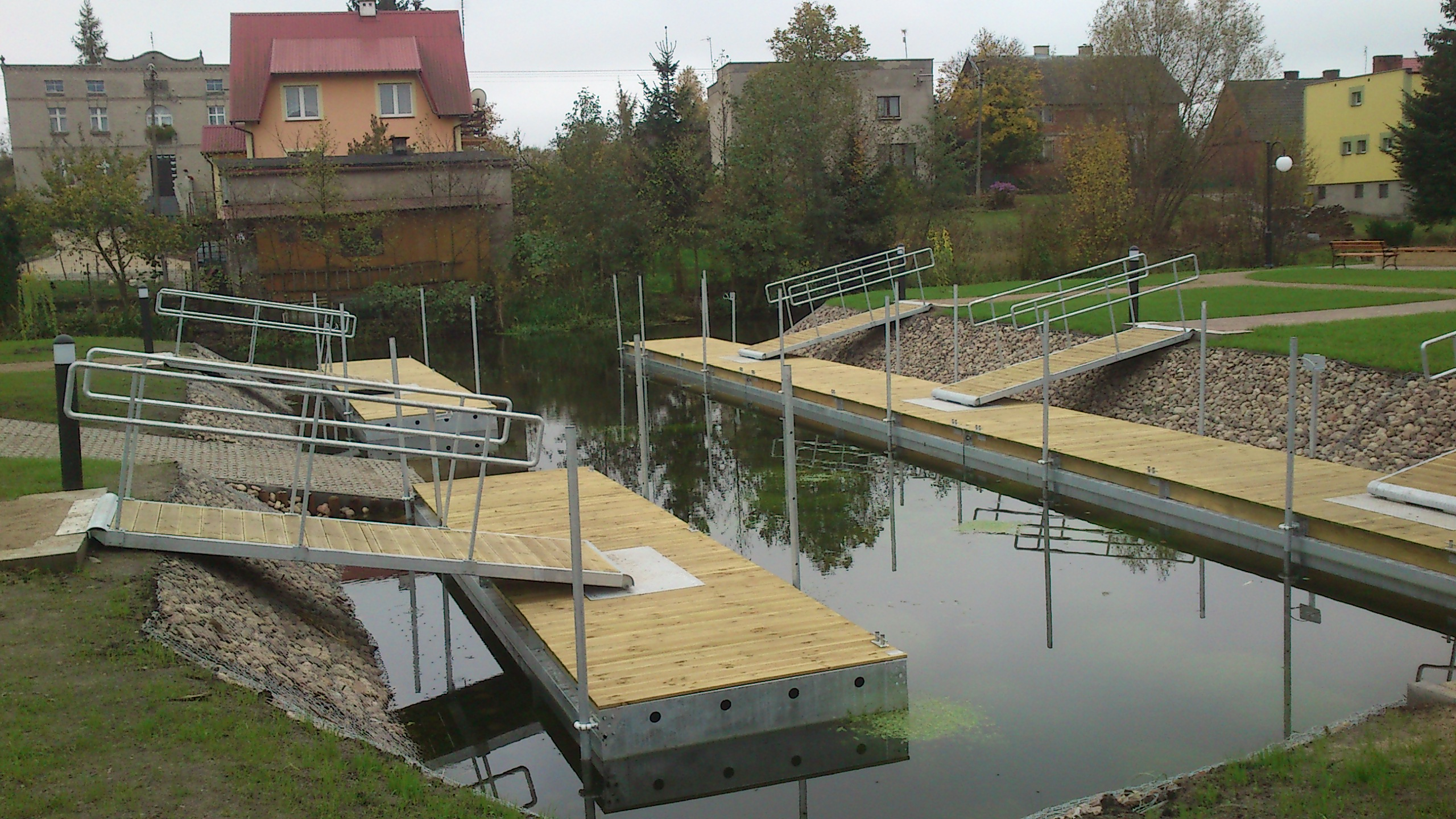
Przystań kajakowa na Wierzycy w Starej Kiszewie

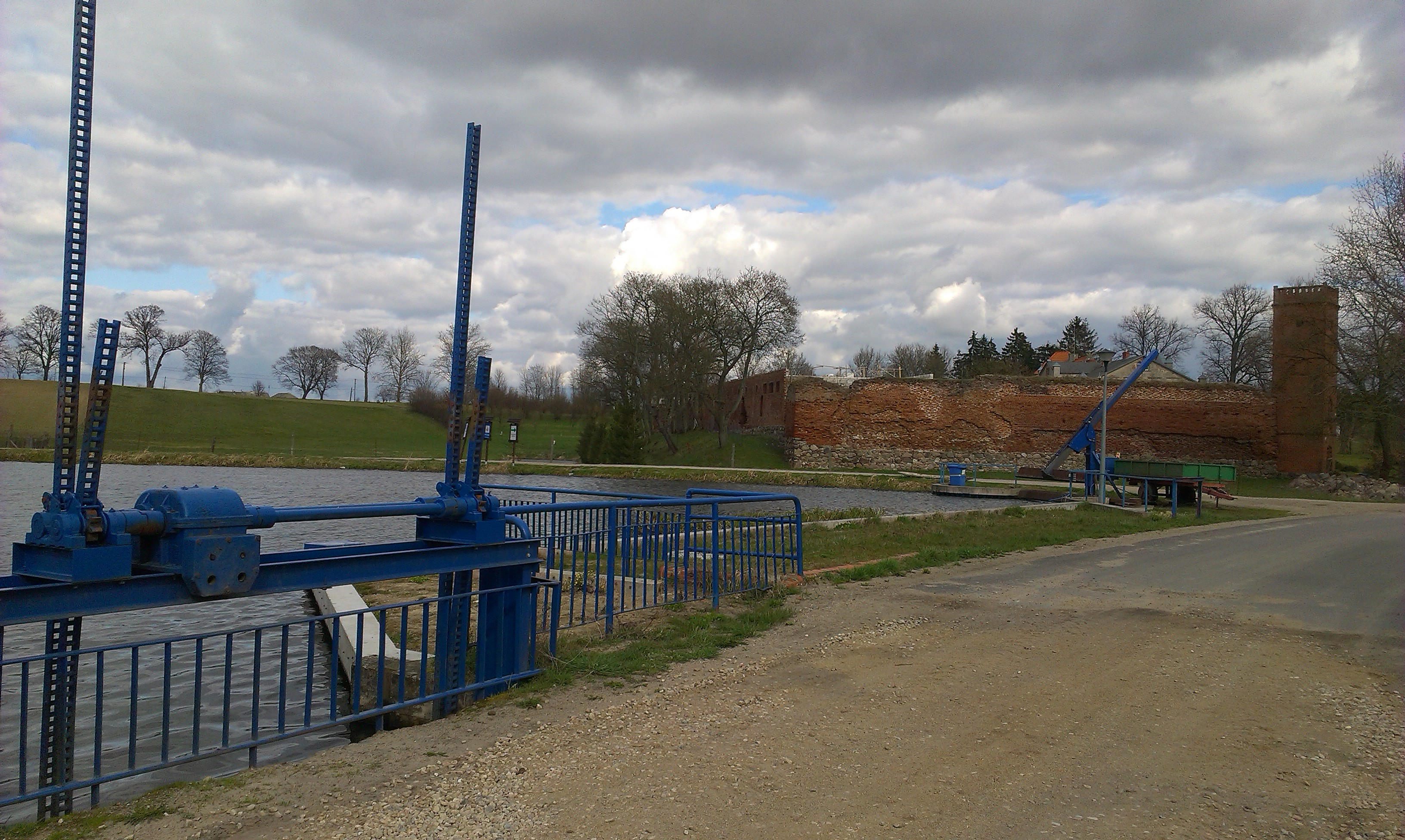
Wierzyca obok Zamku Kiszewskiego koło zapory spiętrzającej wodę dla małej elektrowni wodnej

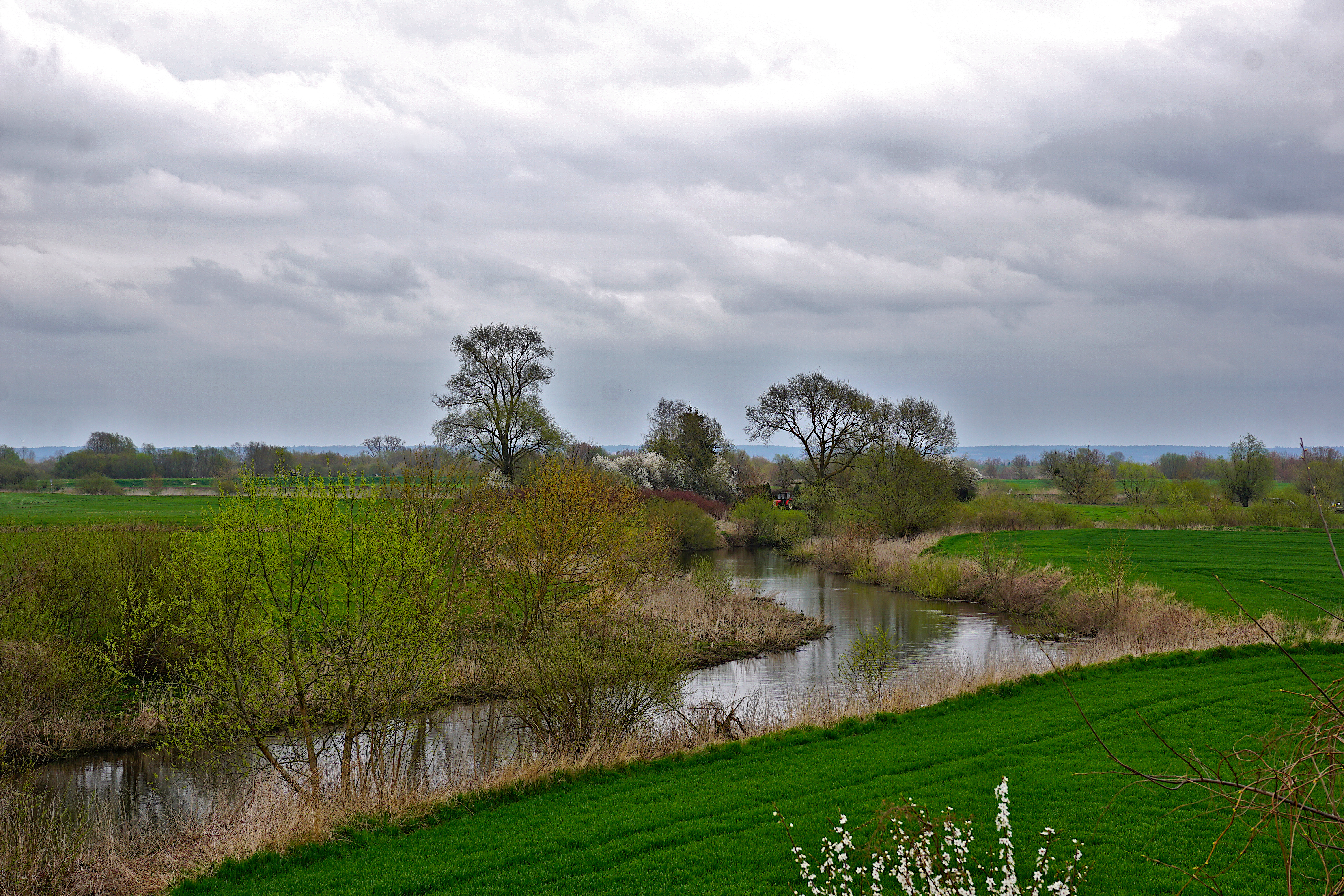
Ujście Wierzycy do Wisły w pobliżu miasteczka Gniew

Wierzyca (też Wierzysza, Werysa, łac. Verissa, kaszb. Wierzësa, niem. Ferse) – rzeka w północnej Polsce, lewy dopływ dolnej Wisły. Długość rzeki wynosi 151,4 km, a powierzchnia dorzecza 1603 km². Wierzyca wypływa z niewielkiego Jeziora Piotrowskiego na Pojezierzu Kaszubskim przy miejscowości Piotrowo na południowy wschód od Wieżycy. Płynie w kierunku południowo-wschodnim, miejscami przebieg meandrowaty. Stanowi szlak kajakowy. W jej biegu są liczne elektrownie wodne. Uchodzi do Wisły w okolicach miasta Gniew.
Nazwa rzeki Wierzyca bywa mylona z nazwą kilku szczytów o nazwie Wieżyca. Tymczasem nazwa pochodzi od słowa ver – wilgoć i przyrostka issa – typowego dla języka Wenedów przybyłych na te tereny w II w. p.n.e. Po raz pierwszy nazwa rzeki Verissa pojawiła się w dokumentach w XII wieku.

## Ważniejsze dopływy
- Mała Wierzyca (w górnym biegu Kacinka)
- Wietcisa
- Piesienica
- Węgiermuca
- Janka

## Miejscowości nad rzeką Wierzycą
- Barchnowy
- Będomin
- Wielki Klincz
- Podleś
- Sarnowy
- Nowa Kiszewa
- Stara Kiszewa
- Zamek Kiszewski
- Pogódki
- Czarnocin
- Starogard Gdański
- Owidz
- Kolincz
- Klonówka
- Rajkowy
- Pelplin
- Stocki Młyn
- Gniew
- Rekownica

## Jeziora, przez które przepływa Wierzyca
- Jezioro Grabowskie
- Wierzysko
- Zagnanie

## Elektrownie wodne na Wierzycy
- Nowa Kiszewa 18 kW[5]
- Stary Bukowiec 24 kW
- Zamek Kiszewski 110 kW
- Czarnocińskie Piece 156 kW (uruchomiona w 1906 z dwiema pionowymi turbinami Francisa o mocach 162 i 82 kW; pod koniec lat 50. obydwie turbiny zlikwidowano, mniejszą komorę turbinową zamknięto, natomiast w większej zainstalowano turbinę Kaplana)
- Nowa Wieś Rzeczna 350 kW
- Starogard Gdański 250 kW
- Owidz 190 kW (turbina Francisa)
- Kolincz 410 kW (turbina Francisa, znajduje się tu kilkudziesięcioletnia żarówka Philipsa z dwuzwojową spiralą żarnika)
- Klonówka 180 kW
- Pelplin 80 kW
- Stocki Młyn 360 kW (z początku XX wieku, dwie turbiny Francisa; w l. 30. zwiększono moc przez dobudowanie segmentu parowego)
- Brodzkie Młyny 160 kW